# Franco Manzato
Franco Manzato (Oderzo, 19 maggio 1966) è un politico italiano, deputato della Lega Nord. È stato Sottosegretario al Ministero delle politiche agricole alimentari e forestali nel Governo Conte I dal 2018 al 2019.

## Biografia
Dopo essere stato consigliere comunale di Oderzo (Treviso) dal 1993 al 2006 e da giugno a luglio 2011, ricoprendo dal 1997 al 2006 la carica di presidente del consiglio comunale, è stato membro del Consiglio regionale del Veneto con la Lega Nord dal 2000 al 2015, per tre legislature, di cui dal 2002 al 2008 è stato anche capogruppo. Dal 2008 al 2010 è stato assessore all'agricoltura e al turismo e vicepresidente della Giunta regionale.
Dal 2010 al 2015 è stato assessore all'agricoltura, parchi e aree protette della Regione Veneto.
Alle elezioni politiche del 2018 viene candidato alla Camera dei deputati, tra le liste della Lega nel collegio plurinominale Veneto 1 - 02, risultando eletto deputato.
In seguito alla nascita del governo Conte I tra il Movimento 5 Stelle e la Lega, il 13 giugno 2018 viene nominato dal Consiglio dei ministri sottosegretario di Stato al Ministero delle politiche agricole alimentari e forestali e turismo, carica che ha mantenuto fino alla fine del governo il 5 settembre 2019.